# Roger Kehle
Roger Kehle (* 21. August 1953 in Stuttgart) ist ein deutscher Verwaltungsfachmann. Er war von 1984 bis 2007 Bürgermeister von Wernau (Neckar) und von 2005 bis 2021 Präsident des Gemeindetags Baden-Württemberg.

## Biografie
Kehle absolvierte ein Studium als Diplom-Verwaltungswirt (FH) an der Fachhochschule für öffentliche Verwaltung in Stuttgart. Er war danach in den Stadtverwaltungen von Stuttgart und Neuhausen auf den Fildern tätig. Von 1984 bis 2007 war er Bürgermeister von Wernau (Neckar). 1997 trat er bei der Oberbürgermeisterwahl in Esslingen am Neckar an, unterlag jedoch Jürgen Zieger (SPD). Ab 2005 war er Präsident und ab 2008 Hauptgeschäftsführer des Gemeindetags Baden-Württemberg. Zum 1. Februar 2021 trat er in den Ruhestand ein. Seine Nachfolge trat Steffen Jäger an. Kehle wurde im Zuge dessen zum ersten Ehrenpräsidenten des Gemeindetags Baden-Württemberg ernannt.

## Politik
Kehle ist Mitglied der CDU. Als von der CDU nominiertes Mitglied gehörte er im Jahr 2010 der 14. Bundesversammlung an. Im August 2019 sprach er sich in der Zeitschrift KOMMUNAL zusammen mit dem Bayerischen Gemeindetagspräsidenten Uwe Brandl für eine allgemein gültige Maut auf allen Straßen in Deutschland aus.

## Ehrungen
- Große goldene Landkreismedaille des Landkreises Esslingen
- Ehrenpräsident des Gemeindetags Baden-Württemberg (ab 2021)
- Verdienstorden des Landes Baden-Württemberg (2022)